# The Rugby Championship 2023
Il Rugby Championship 2023 (in inglese 2023 Rugby Championship) fu l'11ª edizione del torneo annuale di rugby a 15 tra le squadre nazionali di Argentina, Australia, Nuova Zelanda e Sudafrica nonché la 28ª assoluta del torneo annuale internazionale di rugby a 15 dell'Emisfero Sud.
Si disputò dal 8 luglio al 29 luglio 2023 in formato ridotto per via della prossimità della Coppa del Mondo 2023.
A seguito di accordi commerciali di sponsorizzazione, fu noto in Argentina come 2023 Zurich Rugby Championship, in Nuova Zelanda come 2023 Fortinet Rugby Championship, in Australia come 2023 eToro Rugby Championship e, in Sudafrica, 2023 Castle Rugby Championship.
Il torneo fu vinto dalla Nuova Zelanda con tre vittorie su altrettanti incontri e due punti di bonus; per gli All Blacks si trattava della ventesima vittoria in 28 edizioni; l'Australia, invece, chiuse il torneo cercando ancora la prima vittoria dopo l'affidamento della squadra a Eddie Jones nel gennaio precedente.
Il valore delle marcature, come stabilito da World Rugby nel 2017, è: 5 punti per ciascuna meta (7 se trasformata), 7 punti per la meta tecnica, 3 punti per la realizzazione di ciascun calcio piazzato, idem per il drop.

## Nazionali partecipanti e sedi
| Squadra       | Città                 | Impianto interno                                |
| ------------- | --------------------- | ----------------------------------------------- |
| Argentina     | Mendoza               | Stadio Malvinas Argentinas                      |
| Australia     | Melbourne Sydney      | Melbourne Cricket Ground Western Sydney Stadium |
| Nuova Zelanda | Auckland              | Mount Smart Stadium                             |
| Sudafrica     | Johannesburg Pretoria | Ellis Park Loftus Versfeld                      |

## Risultati

### 1ª giornata
| Arbitro: | Ben O'Keeffe |

|                                                         |      |                           |
| Arendse 16’, 32’, 51’ meta tecnica 54’, 69’ du Toit 75’ | mt   | 8’ Koroibete 80+1’ Gordon |
| Libbok 16’, 32’, 75’                                    | tr   | 80+1’ Gordon              |
| Libbok 14’                                              | c.p. |                           |

| Arbitro: | Angus Gardner |

|                          |    |                                                                                   |
| Sordoni 52’ Creevy 80+1’ | mt | 5’ Coles 9’ Savea 12’ J. Barrett 29’ Ioane 39’ A. Smith 57’ B. Barrett 76’ Narawa |
| Boffelli 80+1’           | tr | 12’, 29’, 39’ McKenzie                                                            |

### 2ª giornata
| Arbitro: | Mathieu Raynal |

|                                                |      |                                 |
| A. Smith 5’ Frizell 15’ Jordan 69’ Mo’unga 77’ | mt   | 53’ Marx 62’ Kolbe 80’ K. Smith |
| Mo’unga 5’, 15’, 69’                           | tr   | 53’ Kolbe                       |
| Mo'unga 10’, 38’, 60’                          | c.p. | 36’ de Klerk                    |

| Arbitro: | Jaco Peyper |

|                                                   |      |                                                        |
| Ikitau 5’ White 53’ Kerevi 72’ Nawaqanitawase 75’ | mt   | 25’ de la Fuente 46’ Montoya 69’ Carreras 79’ González |
| Q. Cooper 5’, 53’, 72’, 75’                       | tr   | 25’, 46’, 69’, 79’ Boffelli                            |
| Q. Cooper 12’                                     | c.p. | 21’, 60’ Boffelli                                      |

### 3ª giornata
| Arbitro: | Wayne Barnes |

|             |    |                                                                   |
| Valetini 7’ | mt | 3’ Frizell 34’ Taylor 40+2’ Jordan 59’ Clarke 64’ Telea 67’ Ioane |
| Gordon 7’   | tr | 34’, 40+2’, 59’, 67’ Mo’unga                                      |

| Arbitro: | Andrew Brace |

|                                        |      |                                 |
| Etzebeth 19’ de Allende 27’ Libbok 69’ | mt   | 75’ M. Carreras 80+3’ Bertranou |
| Libbok 27’, 69’                        | tr   | 80+3’ S. Carreras               |
| Libbok 12’                             | c.p. | 3’, 10’, 39’ S. Carreras        |

## Classifica
| Pos | Squadra       | G | V | N | P | PF  | PS  | DP  | BMP | Pt |
| --- | ------------- | - | - | - | - | --- | --- | --- | --- | -- |
| 1   | Nuova Zelanda | 3 | 3 | 0 | 0 | 114 | 39  | +75 | 2   | 14 |
| 2   | Sudafrica     | 3 | 2 | 0 | 1 | 85  | 68  | +17 | 1   | 9  |
| 3   | Argentina     | 3 | 1 | 0 | 2 | 67  | 94  | −27 | 1   | 5  |
| 4   | Australia     | 3 | 0 | 0 | 3 | 50  | 115 | −65 | 1   | 1  |